# Eulepetopsis vitrea
Az Eulepetopsis vitrea a csigák (Gastropoda) osztályának a Lottioidea öregcsaládjába, ezen belül a Neolepetopsidae családjába tartozó faj.
Nemének egyetlen faja.

## Előfordulása és élőhelye
Az Eulepetopsis vitrea a Galápagos-szigetek körüli mély tengerfenéken és a Csendes-óceán keleti részének a mélyebb részein fordul elő. A tűzhányók közelségét keresi.

## Fordítás
- Ez a szócikk részben vagy egészben  az   Eulepetopsis vitrea című angol Wikipédia-szócikk ezen változatának fordításán alapul.  Az eredeti cikk szerkesztőit annak laptörténete sorolja fel. Ez a jelzés csupán a megfogalmazás eredetét és a szerzői jogokat jelzi, nem szolgál a cikkben szereplő információk forrásmegjelöléseként.